# Biblioteka Techniczna i Centrum Wykładowe Politechniki Poznańskiej
Biblioteka Techniczna i Centrum Wykładowe Politechniki Poznańskiej – budynek dydaktyczny, wchodzący w skład kampusu "Warta". Zaprojektowany w 1999 przez Mariana Fikusa wraz ze swoim zespołem. W 2005 został uznany za najlepszą realizację architektoniczną w Poznaniu w ramach Nagrody Jana Baptysty Quadro.

## Historia

### Koncepcja architekta Mariana Fikusa
Po kilkunastu latach zastoju inwestycyjnego uczelnia podjęła starania o nowe inwestycje rozpisując w 1999 konkurs architektoniczny na opracowanie koncepcji urbanistyczno-architektonicznej Centrum Wykładowego i Biblioteki Technicznej zlokalizowanego w kampusie Piotrowo (od roku 2010 kampus Warta) na prawym brzegu rzeki Warty.
Konkurs rozstrzygnięto jeszcze w 1999 wyborem projektu Studia Architektonicznego Fikus zakładającego budowę trzyczęściowego budynku (od północy: Centrum Wykładowe, Centrum Kultury Studenckiej, Biblioteka Główna) z trzema rozdzielającymi te części pasażami rozchodzącymi się promieniście z kolistego placu przed ich wejściami głównymi skierowanymi na charakterystyczne punkty miasta widoczne z prawego brzegu rzeki Warty i pełnią rolę tzw. osi widokowych (dzięki przeszklonym ścianom zachodniej fasady budynku) na:
- kościół Bernardynów (Pasaż Bernardyński),
- Ratusz (Pasaż Ratusz),
- Katedrę poznańską (Pasaż Katedra).

W zwycięskiej koncepcji Centrum Wykładowego i Biblioteki Głównej przyjęto, że łącznikiem z rzeką Wartą będzie bulwar nadwarciański zaplanowany jako element strategii przywracania zainteresowania miasta walorami przepływającej przez nie rzeki Warty. Bulwar ma przebiegać na całej długości nadbrzeża rzeki od planowanego mostu Berdychowskiego do istniejącego i gruntownie zmodernizowanego mostu Rocha. W pasie drogowym bulwaru przewidziano drogę samochodową, pieszą i rowerową.

### Centrum Wykładowe (2000-2004)
Budowa pierwszej części BTiCW – Centrum Wykładowego (od roku 2007 Centrum Wykładowo-Konferencyjne) napotkała znaczne trudności techniczne (warunki geomorfologiczne, wykonawcy) i finansowe (ograniczenia dotacji inwestycyjnych i pominięcie w rozdziale środków pomocowych Unii Europejskiej w latach 2004–2006).
Budowę Centrum Wykładowego zrealizowano w latach 2000–2004. 11 października 2004 odbyła się uroczysta inauguracja roku akademickiego 2004/2005. Oficjalnie tę część BTiCW oddano jednak do eksploatacji dopiero na przełomie lat 2004–2005 (zajęcia dydaktyczne rozpoczęły się w semestrze letnim roku akademickiego 2004–2005).
W budynku znajduje się największa sala wykładowa Politechniki Poznańskiej – amfiteatralna Aula Magna dysponująca 600. miejscami siedzącymi. Za pomocą przesuwanych dźwiękoszczelnych kurtyn działowych można podzielić aulę na trzy mniejsze sale wykładowe (odpowiednio: 240, 130 i 130 miejsc). Poza aulą w budynku mieści się jeszcze 10 sal wykładowych, w tym: 3 duże na 150 miejsc, 3 średnie na 100 miejsc i 6 małych sal seminaryjno-wykładowych na 60-90 miejsc.

### Biblioteka Techniczna (2006-2010)
Po prawie dwuletnim okresie dyskusji (2005–2006) nad zakresem i klasyfikacją wniosku o dofinansowanie ze środków regionalnych złożonego przez konsorcjum Politechnika Poznańska – PCSS i bezskutecznym oczekiwaniu na decyzję w tej sprawie, Politechnika Poznańska podjęła decyzję o rozpoczęciu budowy tych części BTiCW. W nadziei na przełamanie impasu decyzyjnego w sprawie wniosku o dofinansowanie z Wielkopolskiego Regionalnego Programu Operacyjnego 2007-2013, uczelnia podjęła ryzyko i awansem zaangażowała znaczną kwotę środków własnych. Pod koniec roku 2007 okazało się jednak, że wniosek konsorcjum nie uzyska dofinansowania i koniecznością stała się kolejna zmiana koncepcji z budowy BiCNI na budowę Biblioteki Technicznej i Centrum Wykładowego mieszczącego znowu tylko jednostki organizacyjne Uczelni: Bibliotekę Główną Politechniki Poznańskiej (nazwa obowiązująca do roku 2010, od roku 2011 Biblioteka Politechniki Poznańskiej) oraz Instytut Informatyki. Zakończenie tej inwestycji i oficjalne otwarcie odbyło się 14 listopada 2010 roku. Po oddaniu do eksploatacji całego budynku Biblioteki Technicznej i Centrum Wykładowego, przeniosły się tu w całości: Biblioteka Politechniki Poznańskiej (w 2010 nastąpiła zmiana nazwy Biblioteka Główna na Biblioteka Politechniki Poznańskiej) oraz Instytut Informatyki. Zajęcia dydaktyczne w nowych salach wykładowych (16 nowych sal dydaktycznych o pojemności od 30-90 miejsc) rozpoczęły się semestrze letnim roku akademickiego 2010/2011 (marzec).

## Nagrody
- 2005, Nagroda I stopnia Ministra Budownictwa
- 2005, Nagroda Jana Baptysty Quadro